# Anarchie relationnelle

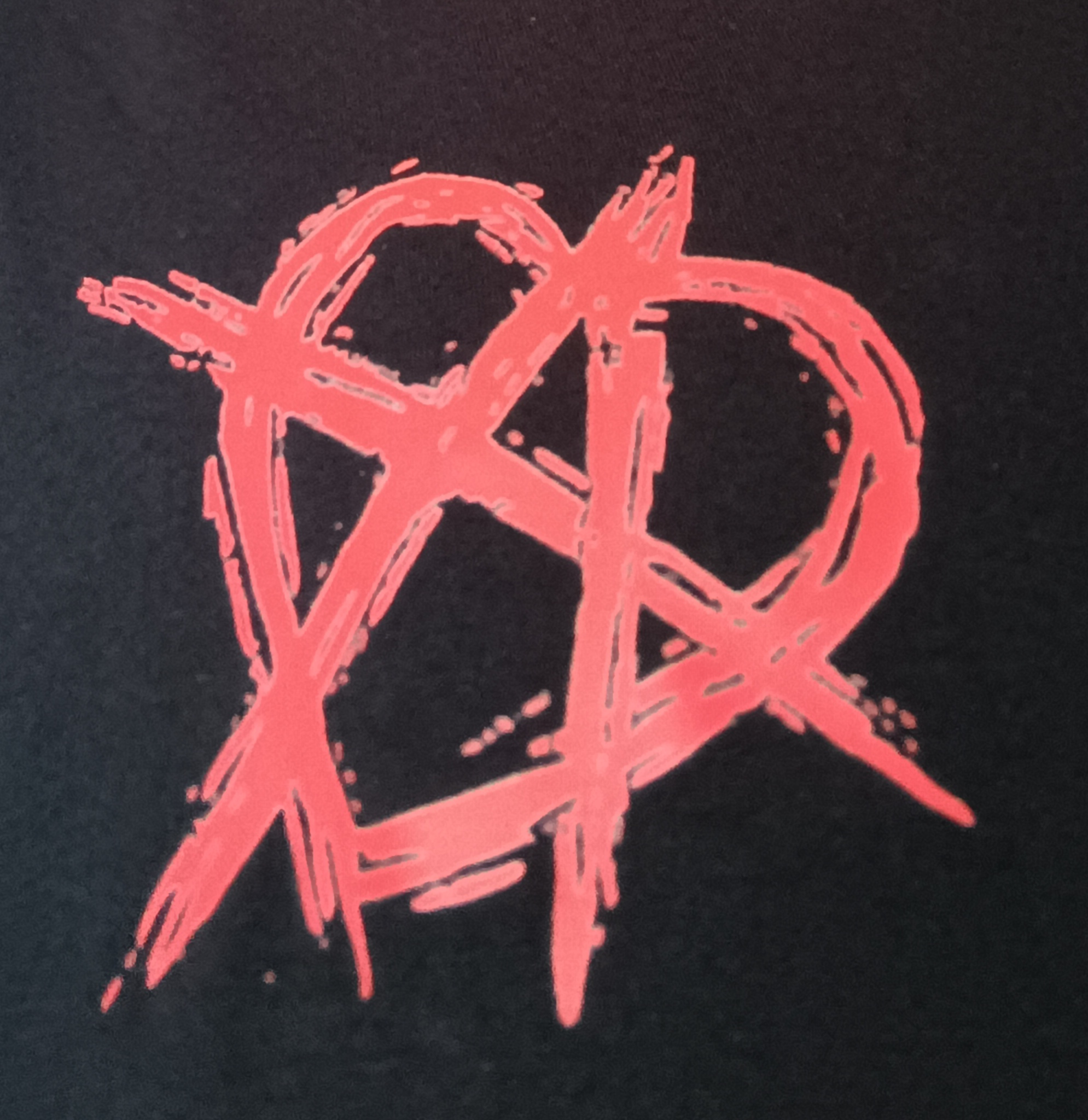
Symbole de l'anarchie relationnelle.

L'anarchie relationnelle est la pratique ou la conviction que les relations ne doivent pas être liées par des règles autres que celles sur lesquelles les personnes impliquées se sont mises d'accord. Il n'est pas à confondre avec le polyamour (la pratique d'avoir plusieurs relations affectivo-sexuelles en même temps) qui peut en être une conséquence secondaire, mais en aucun cas l'objectif, car celui-ci comprend également la suppression de la hiérarchie entre ces relations affectivo-sexuelles et les autres formes de relation, en particulier celles qu'on qualifie d'amicales.
Les anarchistes relationnels examinent chaque relation (romantique ou autre) individuellement, plutôt que de les catégoriser dans des normes définies par la société comme « juste amis », « dans une relation » ou « dans une relation libre ». Par conséquent, les relations amoureuses ne sont pas automatiquement classées comme étant plus importantes que d'autres types de relation. Il en va de même pour les relations incluant des éléments tels la cohabitation, le cotravail, ou la coparentalité.
Les pratiquants de l'anarchie relationnelle sont appelés des anarchistes relationnels, terme parfois abrégé en anarel.

## Histoire
Le mouvement anarchiste relationnel est apparenté à l'amour libre, mouvement du XXe siècle dont certaines formes rejettent l'idée de mariage monogame et la forme patriarcale de la famille. Selon Engels, l'histoire de la famille date de 1861, de la parution du Droit maternel de Bachofen. Ont suivi notamment les travaux d'Alexandra Kollontaï, qui parlait d'amour-camaraderie, E. Armand et sa camaraderie amoureuse, mais aussi Han Ryder et son amour pluriel, repris par Maria Lacerdo de Moura. L'amour libre a aussi été défendu par les anarchistes américaines Voltairine de Cleyre et Emma Goldman.
Le terme « anarchie relationnelle » a été introduit par les suédois Andie Nordgren et Jon Jordås à l'Anarkistfestival le 20 août 2005 à Stockholm.
En 2010, Jacob Strandell a réalisé une étude pionnière sur l'anarchie relationnelle d'un point de vue académique à l'Université de Lund.
En 2012, Ida Midnattsol a réalisé une analyse universitaire des témoignages d'un groupe de personnes qui s'identifient au modèle de l'anarchie relationnelle, au Centre d'études de genre de l'Université d'Umeå.
Il a été débattu dans des ateliers à OpenCon 2010 et par Meg-John Barker dans une présentation en 2013.